# Double Platinum – Doppel Platin!
Double Platinum – Doppel Platin! ist ein US-amerikanischer Musikfilm aus dem Jahre 1999 mit den Sängerinnen Diana Ross und Brandy in den Hauptrollen.

## Handlung
Soul-Star Olivia King verlässt ihre Tochter Kayla, ein Baby zu diesem Zeitpunkt, um sich ihrer Karriere als Sängerin zu widmen.
18 Jahre später besucht Kayla ein Konzert von Olivia, ohne zu wissen, dass sich hierbei um die Mutter des Teenagers handelt. Olivia gibt Kayla dort zu verstehen, dass sie ihre Tochter ist. Doch die leicht reizbare Kayla, die selbst von einer Karriere träumt, reagiert auf die wiederkehrende Mutter mit Wut und Ablehnung. Schließlich kann Kayla nicht verstehen, weshalb sie als Baby allein gelassen wurde. Olivias Angebot, dem begabten Mädchen mit ihren Kontakten zur Musikindustrie zu helfen, wird zwar akzeptiert, doch die Mutter muss sich damit abfinden, dass sie keine Chance habe, zu ihrer verbitterten Tochter ein elterliches Verhältnis aufzubauen. Olivia nimmt diese Tatsache widerwillig an, während die insgeheim sich nach ihrer Mutter sehnende Kayla ihre harte Schale zu bewahren versucht.
Olivia lädt Kayla dazu ein, bei ihr in New York City in ihrem schicken Penthouse-Apartment und einem Chauffeur zu leben. Und auch dort entschließt sich Kayla dazu, ein Superstar zu werden, genau wie ihre Mutter. Schnell erhält sie einen Plattenvertrag. Daraufhin geht sie eine Liaison mit dem Musikproduzenten Ric Ortega ein.
Zu weiteren Konflikten kommt es aber bei der Grammy-Verleihung, als sich ihr Label dazu entscheidet, Kaylas Mutter Olivia singen zu lassen. Dies gibt Kayla das Gefühl, vernachlässigt zu werden, und sie wird sauer. Als sie auch noch erfährt, dass ihr Freund Ortega der Presse verriet, dass es sich bei Oliva um Kaylas Mutter handelt, verlässt diese ihren Freund. Letzten Endes ändert Kayla die Meinung über ihre Mutter und beide versöhnen sich.

## Kritiken
„Eine rührselige Geschichte, die die Gesangsstars Diana Ross und Brandy vereint und damit zwei Gesangsgenerationen zusammenbringt. Auch wenn die Geschichte recht stereotyp entwickelt ist, überzeugen die beiden Hauptdarstellerinnen und die von ihnen vorgetragenen Soulsongs.“

„Die junge Kayla gewinnt als Nachwuchssängerin einen Abend mit dem Weltstar Olivia King. Doch als Olivia ihr offenbart, ihre Mutter zu sein, bricht für Kayla eine Welt zusammen. Ein schwerer Weg beginnt für sie. Für Fans von Diana Ross und Brandy ist dieses TV-Melodram sicher ein Leckerbissen.“

## Soundtrack
- Have You Ever? von Brandy
- Love Is All That Matters von Diana Ross und Brandy
- Happy von Brandy
- Almost Doesn’t Count von Brandy